# 颜毅华
颜毅华（1962年4月4日—），男，中国天文学家，中国科学院国家天文台研究员，中国电子学会会士，曾任中国科学院太阳活动重点实验室主任，中国天文学会常务理事。